# Eustephieae
Eustephieae es una tribu perteneciente a la familia Amaryllidaceae. Esta tribu representa un clado de los Andes centrales y australes. Los géneros Eustephia, Hieronymiella y Chlidanthus presentan semillas secas, chatas y discoideas.

## Géneros
Tiene los siguientes géneros:
- Chlidanthus - Eustephia - Hieronymiella - Pyrolirion[2]